# Treinta y Tres
Treinta y Tres é uma cidade do Uruguai, capital do departamento homônimo, situada à margem esquerda do Rio Olimar. O seu nome vem do desembarque dos Trinta e Três Orientais.
Tem 33.450 habitantes (censo 2011).

## Economia
Sua economia tem sido baseada na pecuária. O arroz também é cultivado nas margens da Lagoa Mirim, ao leste da cidade. Esta atividade tem dado um impulso à economia da região, promovendo a indústria de produtos de conveniência e ao estabelecimento de fábricas de arroz .